# Spea intermontana
Spea intermontana là một loài lưỡng cư không đuôi thuộc họ Scaphiopodidae. Nó dài 3,8 đến 6,3 cm, thường có màu xám, ô liu hay nâu. Loài này thích nghi với việc sống ở môi trường khô cằn. Chúng lấy chân đào hang, nơi chúng ở trong phần lớn mùa khô và mùa lạnh. Chúng là kẻ săn mồi cơ hội. Dù nòng nọc của chúng có lắm kẻ thù, con trưởng thành có thể tiết ra chất độc để chống loài ăn thịt.

## Môi trường sống và phân bố
Môi trường sống tự nhiên của S. intermontana là rừng pinyon-juniper, rừng thông ponderosa, rừng vân sam-linh sam cao (đến 2,600 m), vùng cây bụi bán hoang mạc, đồng cỏ ôn đới, và hoang mạc. Chúng cũng có mặt ở vùng canh tác. Địa bàn phân bố của chúng kéo dài từ nam British Columbia qua hết mạn đông Washington, đông Oregon và nam Idaho, từ đó địa bàn của chúng lan ra toàn Nevada đến hầu khắp Utah; chúng cũng có mặt ở một vài nơi thuộc California, Arizona, Colorado, và Wyoming.